# Spanish Harlem (album)
| Recensione | Giudizio |
| ---------- | -------- |
| AllMusic   | [ 3 ]    |

Spanish Harlem è il primo album del cantante statunitense Ben E. King, pubblicato dall'etichetta discografica Atco Records nel luglio del 1961.

## Tracce

### LP
Lato A
1. Amor – 3:05 (Ricardo López Méndez, Sunny Skylar (trad. e adatt. in inglese), Gabriel Ruiz) – Registrato il 29 marzo 1961
2. Sway – 2:17 (Pablo Beltrán Ruiz, Norman Gimbel (trad. e adatt. in inglese)) – Registrato il 28 marzo 1961
3. Come Closer to Me – 2:34 (Osvaldo Farrés, Al Stewart (trad. e adatt. in inglese)) – Registrato il 28 marzo 1961
4. Perfidia – 2:12 (Alberto Domínguez, Milton Leeds (trad. e adatt. in inglese)) – Registrato il 29 marzo 1961
5. Granada – 2:25 (Agustín Lara, Dorothy Dodd (trad. e adatt. in inglese)) – Registrato il 28 marzo 1961
6. Sweet and Gentle – 2:24 (George Thorn, Otilio del Portal) – Registrato il 29 marzo 1961

Lato B
1. Quizas, Quizas, Quizas (Perhaps, Perhaps, Perhaps) – 2:14 (Osvaldo Farrés, Joe Davis (trad. e adatt. in inglese)) – Registrato il 28 marzo 1961
2. Frenesi – 3:09 (Alberto Domínguez, Leonard Whitcup (trad. e adatt. in inglese)) – Registrato il 29 marzo 1961
3. Souvenir of Mexico – 2:20 (Doc Pomus, Mort Shuman) – Registrato il 29 marzo 1961
4. Bésame mucho – 2:58 (Consuelo Velázquez, Sunny Skylar (trad. e adatt. in inglese)) – Registrato il 28 marzo 1961
5. Love Me, Love Me – 2:35 (Ben E. King) – Registrato il 28 marzo 1961
6. Spanish Harlem – 2:54 (Jerry Leiber, Mike Stoller, Phil Spector) – Registrato il 27 ottobre 1960

## Musicisti
Amor / Perfidia / Sweet and Gentle / Frenesi / Souvenir of Mexico
- Ben E. King - voce
- Stan Applebaum - conduttore orchestra, arrangiamenti
- George Barnes - chitarra
- Allen Hanlon - chitarra
- Moe Wechsler - pianoforte
- Romeo Penque - flauto
- George Duvivier - contrabbasso
- Gary Chester - batteria
- Ray Barretto - percussioni
- Danny Kessler - percussioni
- Phil Kraus - percussioni
- Bob Rosengarden - percussioni
- 10 musicisti sconosciuti (componenti della sezione strumenti ad arco e fiati)
- Elise Bretton - accompagnamento vocale, coro
- Marcia Patterson - accompagnamento vocale, coro
- Myriam Workman - accompagnamento vocale, coro

Sway / Come Closer to Me / Granada / Quizas, Quizas, Quizas (Perhaps, Perhaps, Perhaps) / Besame mucho / Love Me, Love Me
- Ben E. King - voce
- Stan Applebaum - conduttore orchestra, arrangiamenti
- George Barnes - chitarra
- Allen Hanlon - chitarra
- Moe Wechsler - pianoforte
- Harvey Estrin - flauto
- Gordon Mitchell - contrabbasso
- Gary Chester - batteria
- Ray Barretto - percussioni
- Martin Grupp - percussioni
- Ted Sommer - percussioni
- 10 musicisti sconosciuti (componenti della sezione strumenti ad arco e fiati)
- Elise Bretton - accompagnamento vocale, coro
- Marcia Patterson - accompagnamento vocale, coro
- Myriam Workman - accompagnamento vocale, coro

Spanish Harlem
- Ben E. King - voce
- Stan Applebaum - conduttore orchestra, arrangiamenti
- Romeo Penque - strumenti a fiato
- Al Caiola - chitarra
- Ernie Hayes - pianoforte
- Charles McCracken - violoncello
- Lloyd Trotman - contrabbasso
- Gary Chester - batteria
- Phil Kraus - percussioni
- Benny Nelson - voce
- Elise Bretton - accompagnamento vocale, coro
- Lillian Clark - accompagnamento vocale, coro
- Myriam Workman - accompagnamento vocale, coro[5][6]

Note aggiuntive
- Jerry Leiber e Mike Stoller – produttori, supervisori
- Stan Applebaum – arrangiamenti
- Allen Vogel – foto copertina album originale
- Loring Euterney – design copertina album originale
- Gary Kramer – note retrocopertina album originale[4]

## Classifica
Singoli
| Anno | Titolo del brano | Classifica            | Posizione raggiunta |
| ---- | ---------------- | --------------------- | ------------------- |
| 1961 | Spanish Harlem   | Billboard Hot 100     | 10                  |
| 1961 | Amor             | Billboard Hot 100     | 18                  |
| 1961 | Spanish Harlem   | Hot R&B/Hip-Hop Songs | 15                  |
| 1961 | Amor             | Hot R&B/Hip-Hop Songs | 10                  |